# Плініо Корреа де Олівейра
Плініо Корреа де Олівейра (порт. Plinio Corrêa de Oliveira; 13 грудня 1908 – 3 жовтня 1995) — бразильський інтелектуал, діяч католицького мирянського руху.

## Життєпис
Корреа де Олівейра народився в Сан-Паулу в сім'ї Жоао Паулу та Люсілії Корреа де Олівейра, ревних католиків, і був вихований єзуїтами. У 1928 році він приєднався до Марійської Конгрегації Сан-Паулу і незабаром став лідером цієї організації. У 1933 році він допоміг організувати Католицьку виборчу лігу, був обраний до Конституційної конвенції країни від «Католицького блоку» і у 24 роки став наймолодшим конгресменом в історії Бразилії. Його погляди на Церкву описують як ультрамонтанські, а політичну ідеологію — як антикомуністичну.

### Активізм
Став впливовим учасником Католицької акції під час навчання в університеті, де здобував соціологічну і юридичну освіту. 1932 року ініціював створення Католицької виборчої ліги, яка мобілізувала бразильців на підтримку лише тих політиків, які поділяли релігійні принципи. 1960 року засновував Товариство захисту традиції, сім’ї та власності.
Професор кафедри нової і новітньої історії Папського католицького університету Сан-Паулу. Автор 15 книг, найвідомішою із яких є «Революція і Контрреволюція», а також більше, ніж 2000 статей.
І в творах, і в практичній діяльності протистояв лібералізму і комунізму. Був різким критиком теології визволення. Співпрацював із антикомуністичними колами української діаспори.

## Праці

### Португальською
- Em Defesa da Ação Católica, 1943.
- Revolução e Contra-Revolução, 1959.
- Acordo com o regime comunista: Para a Igreja, esperança ou autodemolição?, 1963.
- Reforma Agraria: Questão de Consciência, 1964.
- Declaração do Morro Alto: Programa de política agrária conforme os princípios de "Reforma Agrária - Questão de Consciência", 1964.
- Baldeação ideológica inadvertida e Diálogo, 1965.
- IDOC e Grupos Proféticos: Em ascensão triunfal - A Heresia Modernista, 1969.
- A Igreja ante a escalada da ameaça comunista Apelo aos Bispos Silenciosos, 1976.
- Tribalismo indígena, ideal comuno-missionário para o Brasil no século XXI, 1977.
- Sou Católico: posso ser contra a reforma agrária?, 1981.
- Nobreza e elites tradicionais análogas nas Alocuções de Pio XII ao Patriciado e à Nobreza romana, 1993.

### Переклади українською
- Основні етапи занепаду християнської цивілізації, Із книги «Революція і Контрреволюція».
- Католицизм і цивілізація.